# Augine (Menthue)
Pour les articles homonymes, voir Augine.
L'Augine est un cours d'eau du Gros-de-Vaud dans le canton de Vaud, en Suisse.

## Hydronymie
L'Augine tire son nom du radical auge suivi du suffixe diminutif -ine. Auge signifie cavité ou doline et vient du latin alveus qui signifie cavité. Le mot latin a évolué en bas latin en augia qui désigne un pâturage proche d'un cours d'eau. Augine signifie donc un petit canal creux utilisé pour amener l'eau aux pâturages.

## Parcours
L'Augine est une petite rivière qui naît à l'ouest du village de Thierrens situé sur la commune de Montanaire, entre les hameaux de Vers la Scie et En Tombaz. En coulant vers l'ouest, elle entre rapidement dans le bois de la Cretaz et vient former la limite communale entre Montanaire et Ogens sur une centaine de mètres avant d'entrer pleinement dans cette commune. La rivière passe à l'est du village et remonte vers le nord en sortant de la forêt. Elle entre alors brièvement sur la commune de Bioley-Magnoux avant de virer en direction du sud-ouest et de marquer la limite communale avec Ogens. La rivière passe le hameau du Moulin avant de confluer dans la Menthue où elle forme un tripoint entre les communes de Ogens, Bioley-Magnoux et Oppens.

### Réception des eaux usées
L'Augine reçoit les rejets des stations d'épuration de Thierrens et d'Ogens. En 2014, celle de Thierrens y a rejeté en moyenne 168 m3 d'eau traitée par jour dont 140 m3 par temps sec. En aval, celle d'Ogens y a rejeté 59 m3 d'eau traitée par jour en moyenne.

## Faune
La présence de truite fario est attestée. En 2014, le service d'inspection de la pêche du Canton de Vaud en a recensé la capture de 105 individus. Divers batraciens tels que grenouilles et tritons y sont aussi présents.